# GXT Calcio
GXT Calcio è stato un programma televisivo italiano trasmesso sull'emittente GXT nel 2008.
Il programma prevedeva la simulazione di partite di calcio sul videogioco FIFA 08, commentate da Stefano De Grandis e Pierluigi Pardo, veri telecronisti di SKY Italia.